# 666: The Child
Pour plus de détails, voir Fiche technique et Distribution.
666: The Child est un film d'horreur américain réalisé par Jack Perez (en), sorti en 2006. Le film a été produit par The Asylum.

## Synopsis
Erika Lawson, présentatrice des informations pour une chaîne de télévision locale, fait un reportage sur un accident d’avion. Son mari Scott, qui est là en tant que caméraman, sauve le petit Donald, le seul survivant. Miraculeusement, il ne souffre pas de blessures graves. Erika et Scott veulent depuis longtemps adopter un enfant. Maintenant, ils prévoient de donner au petit garçon une nouvelle famille. Il s’avère que Donald est déjà orphelin et a été hébergé dans un orphelinat à San Francisco.
À leur grande joie, ils sont autorisés à adopter le garçon. Dans l’environnement de Donald, pendant ce temps, des décès inexplicables se produisent au sein du personnel d’un hôpital et d’un dentiste. Le père de Scott, Jake, frappe accidentellement le garçon avec une balle de baseball au visage alors qu’ils jouent. Lorsque Jake se réveille la nuit suivante, il reconnaît Donald devant sa fenêtre juste avant que le ventilateur de plafond ne le tue. Après qu’une ancienne religieuse de l’orphelinat de San Francisco se soit soudainement présentée chez les Lawson et ait qualifié Donald d’enfant de Satan, Scott devient progressivement méfiant. Un peu plus tard, la religieuse est tuée. Scott fait des recherches sur l’orphelinat et découvre qu’il a brûlé et que presque tous les résidents sont morts.
Comme Erika doit voyager pour affaires, le frère de Scott, Tony, et la nounou nouvellement embauchée, Lucy, s’occupent de Donald. Cependant, Lucy est également envoyée par Satan. Scott rend visite au père O’Herlihy, l’ancien directeur de l’orphelinat à San Francisco. Il lui parle du nombre satanique 666 sur la langue de Donald et dit à Scott qu’il doit tuer Donald pour arrêter le mal. Pendant ce temps, son frère Tony est brutalement tué par des machines dans le garage. Quand Erika meurt également dans sa chambre d’hôtel, Scott tue Lucy qui l’attaque, puis il veut tuer Donald. Alors qu’il s’agenouillait au-dessus de lui, cependant, il est abattu par derrière par un policier. Donald est adopté par la sœur d’Erika, Mary Lou.

## Distribution
- Adam Vincent : Scott Lawson
- Booboo Stewart : Donald
- Sarah Lieving : Erika Lawson
- Rodney Bowman : Tony
- Nora J. Novak : Lucy Fir
- Lucy Doty : nonne folle
- Bob McEwen : Big Jake
- Kim Little : Mary Lou
- Katie Winslow : Infirmière
- Reza Riazi : Patient hospitalisé

## Accueil

### Réception critique
« Film d’horreur produit à peu de frais sans aucune originalité (Lexikon des internationalen Films). »
« Un Omen vient rarement seul, et quand Hollywood décide de faire un remake d’un film horreur, alors une copie rapide, dont est responsable l’usine à clones The Asylum, ne tarde pas. Sans perdre de temps avec des fioritures inutiles pour créer une atmosphère ou un background mythologique, l’Antéchrist naît d’un adolescent et commence à tuer avant le dîner. Des scènes choc téléphonées se déroulant dans des décors intérieurs, des morts créatives mais dans les limites du budget, et après seulement 70 minutes, tout est fini.